# Blue Valley Songbird
Blue Valley Songbird (en Latinoamérica y España llamada La canción de Leanna) es una película de TV dirigida por Richard A. Colla estrenada en 1999. 

## Argumento
El film cuenta parte de la vida de la famosa cantante country Leanna Taylor hasta que se independiza de su acaparador mánager que la mantenía alejada de las casas discográficas y sólo organizaba actuaciones en locales de ciudades pequeñas. Así inició una carrera llena de éxitos y una vida privada no tan satisfactoria.

## Protagonistas
- Dolly Parton como Leanna Taylor.
- John Terry como Hank.
- Billy Dean como Bobby.
- Beth Grant como Ruby.
- Kimberley Kates como Thelma Russell.